# Nalmefen
Nalmefen – organiczny związek chemiczny z grupy opioidów będący antagonistą receptorów opioidowych, odkryty we wczesnych latach 70. XX w., stosowany głównie w leczeniu uzależnienia od alkoholu, a także w leczeniu innych uzależnień, takich jak hazard oraz uzależnienie od zakupów.
W strukturze i działaniu zbliżony do naltreksonu, innego antagonisty opioidów. Najważniejsze zalety nalmefenu względem naltreksonu to dłuższy okres półtrwania, większa biodostępność przy podaniu doustnym oraz fakt, iż nie stwierdzono toksycznego działania na wątrobę i to niezależnie od dawki.
Postać handlowa wprowadzona jest na rynek polski przez firmę Lundbeck pod nazwą Selincro. Pozwolenie wprowadzenia na rynek w Europie firma uzyskała 28 lutego 2013. Oficjalne stanowisko firmy dotyczące ustalenia ceny leku i ewentualnych refundacji zakłada zakończenie negocjacji i wprowadzenie do sprzedaży w Polsce od połowy 2013 roku.

## Preparaty dostępne na rynku
- Selincro 18 mg × 7 tbl

- Selincro 18 mg × 14 tbl